# Basilio Paraíso

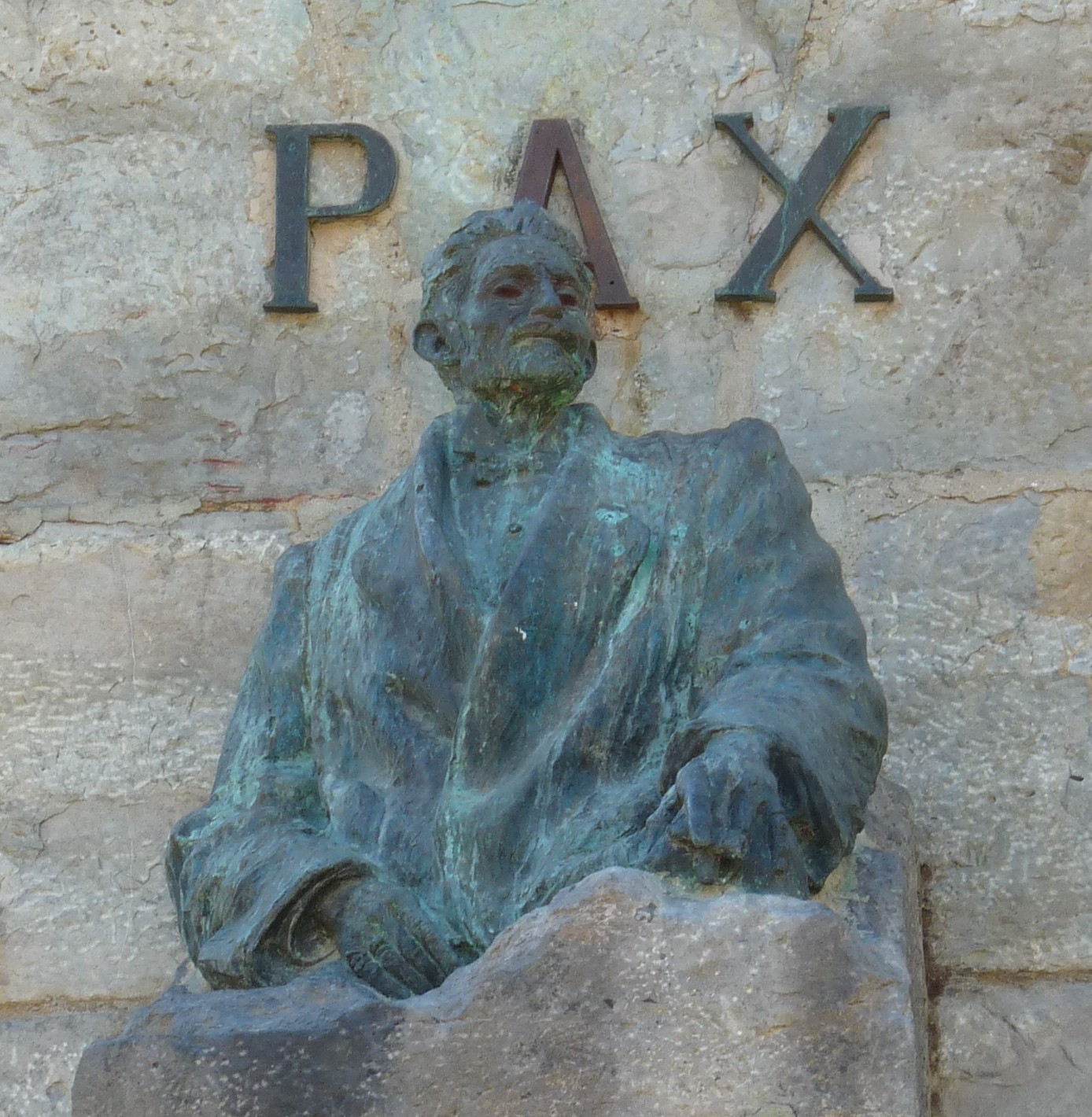
Bust de Paraíso posat en un conjunt monumental realitzat el 1910 pels germans Miguel i Luciano Oslé per a recordar el seu treball a l'Exposició Hispano-Francesa de 1908, traslladat el 1951 al Parc Grande de Saragossa.

Basilio Paraíso y Lassus (Laluenga, Osca, 1849 - Madrid, 8 de novembre de 1934) fou un empresari i polític aragonès. Era fill d'un mestre i va cursar estudis escolars a Osca i a la Universitat de Saragossa, on es va llicenciar en medicina en 1868 i va començar la seva carrera empresarial.
Va ser president de la Cambra Oficial de Comerç i Indústria de Saragossa (1893-1919), fou fundador de la societat editorial del diari Heraldo de Aragón (1898), membre del Congrés dels Diputats a les eleccions generals espanyoles de 1901 i senador vitalici el 1917. Ajudava a organitzar l'Exposició Hispano-Francesa de 1908. En 1916 (en ple transcurs de la Primera Guerra Mundial), va ser nomenat pel Comte de Romanones president del comitè executiu de la Junta Central de Subsistències, la qual regulava la producció, el nivell i el preu, en el comerç, però va dimitir el 1917 a causa de divergències amb el mateix Govern que va dur Manuel García Prieto a la Presidència.